# Jean-Pierre Amat
Jean-Pierre Amat (Chambéry, 13 de junho de 1962) é um atirador olímpico francês, campeão olímpico.

## Carreira
Jean-Pierre Amat representou a França nas Olimpíadas, de 1984 à 2008, conquistou a medalha de ouro em 1996, na pistola de ar 10m.